# Biolizard
Biolizard es un personaje de ficción de la franquicia Sonic the Hedgehog. Siendo el penúltimo jefe de Sonic Adventure 2. Consiste en un prototipo de la forma de vida perfecta, casi un hermano para Shadow the Hedgehog. Su primera aparición fue en el juego para la Sega Dreamcast "Sonic Adventure 2". Después apareció en el port "Sonic Adventure 2: Battle" para la Nintendo GameCube, después en el "Sonic Generations" para la Nintendo 3DS. Finalmente reapareció en "Shadow Generations" para PlayStation 5, Xbox Series X y Series S y PC.

## Sonic Adventure 2
En la Historia Last del juego, donde ambos equipos se unen para evitar que la colonia Espacial ARK colisione con la Tierra, el Profesor Gerald Robotnik (abuelo de Eggman), había preparado un plan para vengarse de los humanos por haberle quitado todo lo que tenía, incluyendo a su nieta Maria Robotnik, a quien Shadow le hizo una promesa: Que le diera esperanza a la raza humana, que hay gente mala pero también gente buena, y no la que Shadow había recordado de venganza a los humanos.
Cuando Tails, Eggman, Knuckles, Rouge y Sonic atraviesan el interior de la Colonia Espacial ARK para neutralizar el poder de las Chaos Emeralds (que al ser colocadas en el cañón, el Eclipse Cannon dispararía a toda potencia, pero por la venganza de Gerald, la colonia colisionaría con la Tierra).
Amy, que fue ignorada por completo decidió ayudarlos y encontró a Shadow y le dijo que los ayudara. Shadow les respondió que no había nada que hacer, que todo estaba perdido, pero Amy le dijo que había personas buenas en el mundo, que debía darles una oportunidad. Shadow recordó inmediatamente lo que le prometió a Maria y decidió ayudarlos.
Al llegar Sonic y los demás, Knuckles realizó el ritual para neutralizar el poder de las Chaos Emeralds, pero en las entrañas de ARK estaba el prototipo de la forma de vida perfecta: Biolizard, un lagarto de tamaño colosal, que dependía de dos tubos adheridos a una máquina igual unida a su cuerpo. Shadow se aprovechó de esto y consiguió romper uno de estos tubos.
Knuckles detuvo a la colonia, pero un destello ilumina el sitio. Biolizard ha hecho un Chaos Control y ahora está unido al Eclipse Cannon de ARK. Sonic y Shadow se transforman en sus super formas: Super Sonic y Super Shadow. Ahora se dirigen al espacio para enfrentar a Biolizard, transformándose en una forma final: Final Hazard. Super Sonic y Super Shadow se dirigen a la zona hinchada en su cuerpo (ocasionada por Shadow al romper su salvavidas). Sonic y Shadow consiguen matarlo pero la colonia se dirige a la Tierra. Super Sonic y Super Shadow hacen un Chaos Control masivo para detener el rumbo de ARK hacia la Tierra.
ARK orbita en un lugar seguro cerca de la Tierra. Shadow, feliz por cumplir la promesa a María, se deja caer en la atmósfera terrestre y aparentemente muere.

## Otras apariciones

### Sonic X Shadow Generations

#### Sonic Generations
En la versión de Nintendo 3DS de Sonic Generations, Biolizard aparece como el jefe de la era Dreamcast, sin embargo, esta vez es Sonic quien pelea con él, logrando derrotarlo fácilmente.

#### Shadow Generations
En Shadow Generations, el Biolizard aparece como el primer jefe del juego. Shadow llega aquí después de atravesar Rail Canyon. Luego de un tiempo y usando Chaos Control, Shadow consigue matarlo y desbloquear más partes del mapa abierto.